# André Campra
André Campra (Aix-en-Provence, 1660. december 4. – Versailles, 1744. június 29.) francia barokk zeneszerző, a francia opera első jelentős megreformálója, a Jean-Baptiste Lully és Jean-Philippe Rameau közti időszak legjelentősebb francia operakomponistája.

## Élete
Édesapja Jean-François Campra, a piemonti Graglia községből származott, végül Aix-en-Provence-ban telepedett le. Itt született meg André nevű fia 1660. november 4-én. Az idősebb Campra sebész volt, de jól játszott hegedűn, így ő alapozta meg fia zenei tudását. André később a városi Saint Sauveur-templomban folytatta zenei tanulmányait, ahol Guillaume Potevin lett a mestere. Itt nemsokára elhatározta, hogy pap lesz, de tizenhat éves koráig se írni, se olvasni nem tudott. Mivel énekmesterei látták, hogy milyen tehetséggel rendelkezik, nem zárkóztak el előle, hogy olvasás és írás órákat adjanak neki, valamint ekkor tanulta meg a kottaolvasást is. Tizenhét évesen vetette papírra Deus noster refugium kezdetű egyházi éneket, amely egy csapásra hírnevet szerzett neki a városban és környékén. 1679-ben rövid utazást tett Toulonba, majd visszatért szülővárosába.
Továbbra is egyházzenészként tevékenykedett, és papnak készült, de érdeklődése már kezdett a színpad felé fordulni: a Saint Sauveur-templom vezetőitől megrovásban részesült, amiért titokban színházi előadásokat látogatott. A városban nem működött hivatalos színház, de három-négy olyan épület is volt, amelyeknek nagyobb termeit olykor átalakították színházi előadások számára. Azt nem lehet tudni pontosan, hogy amellett, hogy Campra látogatta az előadásokat közre is működött-e bennük mint énekes vagy komponista, valószínűleg azonban nem akarta megkockáztatni, hogy kitegyék a templomból, ezért az előadásokon csak nézőként vett részt. Az incidens ellenére 1681-ben lelkésszé szentelték.
Még az év májusában a Saint-Esprit-templom káplánja lett, de ezt a posztot nem töltötte be sokáig: augusztus 22-én kinevezték az arles-i Sainte Trophime-templom zenemesterévé, és megbízták a katedrális gyermekkórusának vezetésével. Két évet töltött itt, majd Toulouse-ban a Sainte Etienne-katedrális zenemestere lett. Ekkoriban főleg egyházzenei darabokat komponált, elsősorban motettáival vívott ki nagy elismerést. 1685-től zenemesteri állást töltött be Montpellier-ben is.
Amikor 1690-ben, Anne Hilarion de Costentin de Tourville (1642–1701) tengernagy felfegyverezte flottáját, Campra bevonult, és az egyik királyi tengerjárón muskétásként szolgált. Nem sietett visszatérni Toulouse-ba, a katedrális felszólításaira nem válaszolt. Végül egy sorozó tiszt Toulonban letartóztatta, majd Toulouse-ban bebörtönözte a zenészt. A városi érsek közbenjárásának köszönhetően azonban hamarosan szabadon bocsátották. De három nap múlva ismét Tulonban fogták el, miután szökése után, az érsek feljelentette a tengerészetnél.
Az érsek minden közbenjárása ellenére, Campra viszonya (sorozatos engedetlenségei, illetve italozásra hajlamos alkata miatt) nagyon megromlott a Saint-Étienne-katedrálissal. A zeneszerző züllött ember hírében állt Toulouse városában. Végül 1694-ben Párizsba költözött, ahol a Notre Dame zenemestereként működött 1700-ig. Ezen évek alatt írta első operáit, amelyeket azonban posztja védelme érdekében névtelenül vagy testvére neve alatt jelentetett meg. 1697-ben zajos sikerrel vitték színre első operáját L’Europe galante címen. Két évvel korábban pedig megjelentette motettáinak első könyvét.
1700. október 13-án felmentést kapott az egyházi szolgálat alól. Feladta a Notre Dame-beli állását, és megjelentette következő, Hésione című operáját, immár saját neve alatt, majd François Louis de Bourbon-Conti herceg szolgálatába állt mint zenemester. Operaszerzői sikerei 1718-tól egyre inkább fogyatkoztak, ennek következtében 1720-tól ismét egyházi szolgálatban találjuk. 1723–1735 között a Királyi Kápolna egyik zenemestere, 1730-tól a párizsi Opéra igazgatója volt. Nyolcvanhárom éves korában halt meg Versailles-ban.

## Munkássága
Campra összesen kilenc tragédie lyrique-et vetett papírra, de operatörténeti szempontból a legfontosabb hozzájárulása a francia színházi zenéhez, az opéra-ballet műfajának végső formába öntése volt. L’Europe Galante című alkotása az első opera-balett volt, Pascal Collasse Ballet des saisons-ja után. A darab formáját tekintve egyfajta epizód operának fogható fel: egy keret cselekménnyel lazán összefogva, négy karakterisztikus szerelmi jelenetben mutat be négy nemzetet: Franciaországot, Itáliát, Spanyolországot és Törökországot. A jelenetek formája egyedi, a vokális, a hangszeres és a tánctételek sorozatának gazdag változatossága jellemző rájuk. Ebben a darabban is megmutatkozik a zeneszerző legfőbb jellegzetessége, nevezetesen az, hogy a francia formákat olasz melódiákkal próbálja megtölteni, ezzel mintegy a francia és az olasz stílus szintézisére törekedve.
Ennek kísérleti területe munkásságának kezdetén a kantáta volt. Három kötetben jelentette meg Cantates françoises című gyűjteményét, összesen tizenkilenc kantátával. A művek egy-két szólamra és hangszeres kíséretre íródtak, céljuk a francia finomság és az olasz elevenség ötvözése. A kantátákban túlsúlyban vannak a da capo áriák és az arietták, ezért sokszor kisebb opera jeleneteknek tűnnek.
Zenei tragédiáira és balettjeire olaszos ritornellek és da capo struktúrájú ariettek jellrmzőek. Lullyvel szemben jóval hosszabb és erőteljesebb, lendületesebb dallamokat találunk bennük. Jelentős és fontos egyházzenei termése is.

## Művei

### Színpadi művek
- L'Europe galante 1697
- Hésione 1700
- Tancrède 1702
- Télémaque 1704
- Alcine 1705
- Iphigénie en Tauride 1708
- Hippodamie 1708
- Les Fêtes vénitiennes 1710
- Idoménée 1712
- Télèphe 1713
- Énée et Didon 1714
- Camille, reine des Volsques 1717
- Achille et Déidamie 1735

### Egyházzene
- Trois livres de cantates francaises, 1708/1714/1728
- Nisi Dominus, 1722
- Requiem, 1723 után
- Motets pour la Chapelle royale, 1723–1741

## Fordítás
- Ez a szócikk részben vagy egészben  az   André Campra című francia Wikipédia-szócikk fordításán alapul.  Az eredeti cikk szerkesztőit annak laptörténete sorolja fel. Ez a jelzés csupán a megfogalmazás eredetét és a szerzői jogokat jelzi, nem szolgál a cikkben szereplő információk forrásmegjelöléseként.